# 葉佳修
葉佳修（1955年2月18日—），臺灣客家創作男歌手及唱片製作人，為校園民歌代表歌手之一。

## 生平

### 早年生活
葉佳修生於花蓮，母親是一位國小駐校醫護士，父親為台灣電力公司資深職員。葉父沒有大學學歷，曾經任職溪口、清水等地發電廠廠長。葉佳修高中時熱愛足球，曾一度想考體專。又喜歡寫新詩，曾以「葉曦」為筆名。首次大學聯考分數原可分發哲學系，在父母的勸導下重考，後就讀東吳大學政治學系。
葉佳修音樂上的啟蒙來自母親喜愛的日本流行歌曲、高中時開始接觸的西洋歌曲、以及在花蓮中學六年之中接受到音樂老師郭子究的教導。大學一年級時，葉佳修喜歡上隔壁班一位女孩，為她寫了新詩〈流浪者的獨白〉，發表在校刊上。沒想到課間午休走出教室，竟然看到自己寫的詩被人踩個大腳印。葉佳修因此覺悟寫文章只能被動地等著人來看，決定將詩寫成歌，為了「拎著你們的耳朵，往你們腦袋裡面灌」。於是才去吉他社學吉他，苦練了兩個月，用剛學會的五個和絃譜出了〈流浪者的獨白〉這首曲子。
大學二年級時，葉佳修擔任校內吉他社社長，參加在國立中興大學舉辦的「全國吉他社社長聯誼」，當時與會者仍以演唱西洋歌曲為主，他演唱了自己寫的歌〈流浪者的獨白〉。坐在台下的廣播人凌晨聽後邀請他到警察廣播電台錄音，並在每天晚上十二點整點時播放這首歌。由此開啟了踏入樂壇的契機。

### 民謠風創作歌手
葉佳修一邊在餐廳唱歌賺零用錢，一邊也累積了一些創作。1978年，海山唱片與龍塢樂府合作舉辦第一屆「民謠風」比賽，當時大學還未畢業的葉佳修已經在凌晨的引介下加入海山唱片、且在龍塢樂府教吉他，所以葉佳修在民謠風是擔任比賽評審而非參賽者。第一屆民謠風比賽後出版的合輯中收錄葉佳修所創作的〈鄉間的小路〉，由獲得第一屆冠軍的齊豫演唱。
1979年，葉佳修出版了個人首張同名專輯《葉佳修》，專輯中全部曲目都是由葉佳修作詞、作曲、演唱。因葉佳修的外型不被電視台接受，所以當時是由歌手潘安邦在電視上幫忙打歌。
葉佳修大學畢業入伍當兵後，海山唱片找來潘安邦繼續演唱他寫的歌；兩人經過深談後，葉佳修特地為潘安邦量身打造了歌曲〈外婆的澎湖灣〉，獲得成功，也開啟了他完全為別人寫歌的先例。葉佳修又為銀霞創作了嵌入她名字的〈銀色獨木船〉、〈霞光相思林〉等歌曲；創作了潘安邦1980年第二張專輯中的電影歌曲〈年輕人的心聲〉；還負責了1981年李行執導電影《又見春天》的音樂作曲。

### 金門文化訪問團
葉佳修入伍抽籤決定服役地點，抽到金門，因而沒有辦法進入藝工隊。到金門後，被借調到剛成立的「金門文化訪問團」，勞軍走遍金門大小鄉鎮、離島。曾以「屋頂上的提琴手」的旋律為藍本，為十七分鐘的「我愛金門」及「中華民國開國史」劇配樂。後來又被下令「返台宣教」，其中最後一場演出，中華民國總統蔣經國也風聞抽空觀賞。後來蔣經國指定金門文化訪問團在1981年的中國國民黨第十二次全國代表大會於陽明山中山樓招待黨國大老的晚會中演出；中華民國國防部並在演出後將葉佳修轉調到國防部藝術工作總隊，和民歌手韓正皓聯手為民國70年示範劇《傳唱》編劇作曲。示範劇於10月31日蔣公誕辰紀念日演出，因此從七月延到十月，多當了三個月占中校缺的兵。
〈爸爸的草鞋〉是葉佳修在金門受到一位老班長思鄉的經歷啟發而創作的，一度被列為禁歌而被迫修改歌詞。示範劇演出的時候，葉佳修把未被修改過歌詞的〈爸爸的草鞋〉夾帶在劇中，蔣經國當時在台下看、並沒有說什麼。1987年蔣經國政府開放兩岸探親時，葉佳修成為第一批可以簽報到大陸演出的歌手。葉佳修猜想，當時的演出應該有觸動到蔣經國。

### 詞曲創作人、唱片製作人、主持人
退伍之後，葉佳修回到海山唱片，出版了個人第二張專輯《再見花蓮》。從當劉家昌的執行製作開始，成為唱片製作人。其後陸續創作了蔡琴的〈再愛我一次〉、陳淑樺的〈秋意上心頭〉、林靈的〈生為女人〉等歌曲。
1984年，葉佳修主持光啟文教視聽節目服務社錄製的台視益智趣味競賽節目《六點看台視》。但因葉佳修的國語口音跟喋喋不休的說話方式，觀眾反應不佳，節目播滿一百集時，葉佳修就被撤換了主持棒。
1984年開始，葉佳修擔任了總共十屆的「大學城全國大專創作歌謠大賽」評審，並擔任第一屆、第二屆、第四屆等比賽合輯的製作人。1986年，葉佳修為「第一屆大學城創作歌謠大賽」中獲得第六名的楊海薇與周秉鈞製作了台灣第一張以音樂電影為概念的專輯《無怨的青春》。專輯中的〈第一支舞〉在多年後仍是學校迎新、營火晚會必唱曲。
葉佳修又跨足台語歌壇。在1981年的《再見花蓮》專輯中，就收錄有一首台語歌曲〈思愛兒〉。1992下半年，參與孫建平領軍之合唱團體音樂磁場第5、第6張台語專輯錄音。1993年，陳啟禮計畫在中國長沙的月亮島開發娛樂中心，於是請葉佳修寫了〈月娘島有我在等你〉作為宣傳，葉佳修因此結識了歌手林晏如。他又為林晏如寫了〈疼惜我的吻〉、〈走味的咖啡〉，林晏如因此走紅。1994年，為曾心梅寫的〈酒是舞伴你是生命〉，也是她的代表作之一，後來曾心梅於1996年以《酒是舞伴你是生命》專輯獲得第7屆金曲獎最佳方言歌曲女演唱人獎。也曾為謝金燕寫過描述父女情的歌曲〈酒窟仔相對看〉，然而謝金燕與豬哥亮無緣合唱。
據葉佳修所說，他創作的歌曲將近有一千首。也有部分歌曲因為不是認真寫的，所以使用了「曉鳥」等筆名以避嫌。
1990年代，葉佳修也分別在JVC、你歌企業、優必勝等公司擔任製作總監，開發伴唱帶等多媒體影音產品。
2001年，葉佳修舉家移民加拿大，全心照顧上中學的孩子。2006年，葉佳修決定返台，重拾音樂工作。

### 近況
2011年，葉佳修與陳建平參與製作廈門衛視閩南語歌唱選秀節目《超級明日之星》，擔任評委。當時恰逢中國共產黨建黨90周年，於是做了一個閩南紅歌的節目，改編〈映山紅〉用另外一個角度詮釋紅歌。又將〈月亮代表我的心〉改編為閩南歌曲，稱作「藍歌一號」。
2015年，在臺北小巨蛋舉行的「民歌40」演唱會上，葉佳修與北京的獨立民謠樂團「小娟＆山谷裡的居民」合唱〈鄉間的小路〉，與已故的潘安邦透過影片方式合唱〈外婆的澎湖灣〉。
2019年5月16日，臉書粉絲專頁「葉佳修粉絲團」發布了葉佳修罹患肺癌並已順利完成肺葉切除手術的消息。在得知罹癌時，葉佳修為了參加客家電視台的錄影而延後手術的時間。肺葉切除手術後的6月15日，葉佳修就在台東縣政府文化處「那一年，我們一起聽的歌－青春年代．唱民歌」演唱會登台演唱。

## 歌曲的流傳

### 在中國大陸的流行
1980年代改革開放初期，中國大陸的歌手王潔實與謝莉斯這對男女組合翻唱了〈外婆的澎湖灣〉、〈赤足走在田埂上〉以及〈鄉間的小路〉等歌曲，使得這些歌曲很早的在中國大陸為人熟知。1984年央視春晚，首位登台的香港歌手張明敏演唱了多首歌曲，包括葉佳修創作的〈外婆的澎湖灣〉和〈鄉間的小路〉。1989年潘安邦也登上央視春晚，演唱〈外婆的澎湖灣〉，被視為經典之作。由於眾多的翻唱者的傳唱，葉佳修創作的〈爸爸的草鞋〉、〈我們擁有個名字〉等歌曲在中國大陸也很流行。〈鄉間的小路〉和〈外婆的澎湖灣〉在中國大陸被納入音樂及中文的教科書中。
葉佳修是在1988年隨著開放返鄉探親的隊伍第一次踏上中國大陸的土地，在重慶演出。
由於葉佳修創作的歌曲在中國大陸特殊的影響力，2008年，在北京舉行的第八屆「榮譽．夢想音樂風雲榜」頒發「華語樂壇終身成就獎」給葉佳修。
2018年，葉佳修在中國中央電視台中文國際頻道節目《中華情》和王潔實一起演唱了多首歌曲。

### 維權訴訟
2016年，葉佳修委託一名吳姓律師針對中國大陸各地盜用其創作歌曲及伴唱帶等行為進行維權訴訟；至2018年，已累積了很多勝訴判決。2018年10月31日至11月2日，海南省第一中級人民法院指派20多名執行法官及工作人員前往16家涉案KTV和娛樂會所，強制刪除點播系統內未經授權使用的44首葉佳修創作歌曲及伴唱帶，並要求被執行人支付賠償款，共執行到案人民幣21萬元。
2018年11月7日，葉佳修表示，授權伴唱帶業者使用歌曲原聲是唱片業重要收入來源，加上很多伴唱帶的改編與嫁接畫面會造成歌曲被曲解，才著手展開訴訟。初期葉佳修提供在大陸版權淨收益的75%作為律師團營運費用，三年後再逐年遞減。這個律師團已代理上百位台灣詞曲創作人進行維權。

## 政治立場
葉佳修並不諱言自己的政治立場，他認為「我們本來就是一個中華民族，然後『合久必分、分久必合』這個是一種很自然的現象」。但在他的歌曲裡，他主要是描寫生活環境與人的情感，不會明確表達政治立場或者去批判。
葉佳修曾經在2011年時為中國國民黨立法委員參選人周守訓站台。
2016年10月14日博弈公投前夕到澎湖參加反賭場音樂會，因為不希望澎湖失去原始的美。2018年的縣市長選舉，葉佳修為曾表態反對博弈的無黨籍澎湖縣長參選人陳大松創作了兩首競選歌曲〈澎湖咱的故鄉〉、〈映望毋哪是映望〉，並參與助選活動。

## 代表作
《鄉間的小路》、《外婆的澎湖灣》、《爸爸的草鞋》、《走味的咖啡》、《思念總在分手後》、《流浪者的獨白》、《鄉居記趣》、《再愛我一次》、《踏着夕陽歸去》、《秋意上心頭》、《小漁村的向晚》、《稻草人的心情》等 

## 獲獎
第八屆「榮譽‧夢想」音樂風雲榜評審團大獎「終身成就獎」

## 個人音樂專輯
| 年份       | 唱片公司 | 專輯名稱                      | 曲目 |
| ---------- | -------- | ----------------------------- | --- |
| 1979年6月  | 海山唱片 | 葉佳修：赤足走在田埂上        | 曲目 1. 赤足走在田埂上 2. 讓我輕輕的告訴你 3. 蘇花道上(家書) 4. 無題 5. 鄉間的小路 6. 山水寄情 7. 早安太陽 8. 踏著夕陽歸去 9. 思念總在分手後 10. 小螞蟻 11. 小村的故事 12. 鄉居記趣 |
| 1981年10月 | 海山唱片 | 葉佳修2金門歸來專輯：再見花蓮 | 曲目 1. 歸來 2. 小別盼相聚 3. 自你走後 4. 金門．寄情 5. 寂寞 6. 思愛兒(台語) 7. 再見花蓮 8. 小兵日記 9. 房租 10. 聽聽那鄉音 11. 如果再相逢 12. 永恆的巨掌                           |
| 1986年     | 四海唱片 | 大自然的限時信                | 曲目 1. 稻草人的心情 2. 拔河 3. 有個問題請教妳 4. 愛我 5. 直到… 6. 錯過 7. 大自然的限時信 8. 深情不移 9. 大舅媽的西瓜田 10. 伴我山中老 11. 時光列車 12. 擁抱或是痛苦都可以          |

## 外部連結
- 葉佳修的Facebook專頁
- 葉佳修的新浪微博